# Kreis Kiskőrös
Der Kreis Kiskőrös (ungarisch Kiskőrösi járás) ist ein Binnenkreis im Zentrum des Komitats Bács-Kiskun. Er entstand zum Jahresanfang 2013 nach Auflösung des gleichnamigen Kleingebiets (ungarisch Kiskőrösi kistérség) mit 15 Gemeinden. Der Verwaltungssitz des Kreises befindet sich in der Stadt Kiskőrös.

## Gemeindeübersicht
| Gemeinde       | Status   | Herkunft Kleingebiet | Einwohnerzahl | Einwohnerzahl | Einwohnerzahl | Fläche     | Bevölkerungs- dichte (Ew./km²) |
| Gemeinde       | Status   | Herkunft Kleingebiet | 01.10.2011    | 01.01.2013    | 01.01.2016    | 01.01.2016 | Bevölkerungs- dichte (Ew./km²) |
| -------------- | -------- | -------------------- | ------------- | ------------- | ------------- | ---------- | ------------------------------ |
| Akasztó        | Gemeinde | Kiskőrös             | 3.354         | 3.346         | 3.348         | 64,88      | 51,6                           |
| Bócsa          | Gemeinde | Kiskőrös             | 1.747         | 1.803         | 1.823         | 97,04      | 18,8                           |
| Császártöltés  | Gemeinde | Kiskőrös             | 2.371         | 2.375         | 2.267         | 82,06      | 27,6                           |
| Csengőd        | Gemeinde | Kiskőrös             | 2.052         | 2.059         | 1.999         | 48,89      | 40,9                           |
| Fülöpszállás   | Gemeinde | Kiskőrös             | 2.172         | 2.201         | 2.141         | 91,32      | 23,4                           |
| Imrehegy       | Gemeinde | Kiskőrös             | 715           | 714           | 710           | 70,31      | 10,1                           |
| Izsák          | Stadt    | Kiskőrös             | 5.650         | 5.710         | 5.617         | 113,76     | 49,4                           |
| Kaskantyú      | Gemeinde | Kiskőrös             | 997           | 1.019         | 988           | 58,28      | 17,0                           |
| Kecel          | Stadt    | Kiskőrös             | 8.711         | 8.707         | 8.445         | 114,48     | 73,8                           |
| Kiskőrös       | Stadt    | Kiskőrös             | 14.236        | 14.303        | 14.109        | 102,23     | 138,0                          |
| Páhi           | Gemeinde | Kiskőrös             | 1.217         | 1.240         | 1.230         | 38,96      | 31,6                           |
| Soltszentimre  | Gemeinde | Kiskőrös             | 1.269         | 1.288         | 1.226         | 44,49      | 27,6                           |
| Soltvadkert    | Stadt    | Kiskőrös             | 7.309         | 7.487         | 7.405         | 108,86     | 68,0                           |
| Tabdi          | Gemeinde | Kiskőrös             | 1.070         | 1.066         | 1.042         | 21,39      | 48,7                           |
| Tázlár         | Gemeinde | Kiskőrös             | 1.755         | 1.797         | 1.803         | 73,38      | 24,6                           |
| Kreis Kiskőrös |          |                      | 54.625        | 55.115        | 54.153        | 1.130,33   | 47,9                           |